# تييري ميتز
تييري ميتز (بالفرنسية: Thierry Metz)‏ هو شاعر فرنسي، ولد في 10 يونيو 1956 في باريس في فرنسا، وتوفي في 16 أبريل 1997 في Cadillac-sur-Garonne ‏ في فرنسا.